# 普魯士的腓特烈·威廉 (1939年)
普魯士的腓特烈·威廉（德語：Friedrich Wilhelm von Preußen，1939年2月9日—2015年9月29日），德國路易·斐迪南王子的長子，威廉皇儲的孫子，德意志皇帝威廉二世的曾孫。

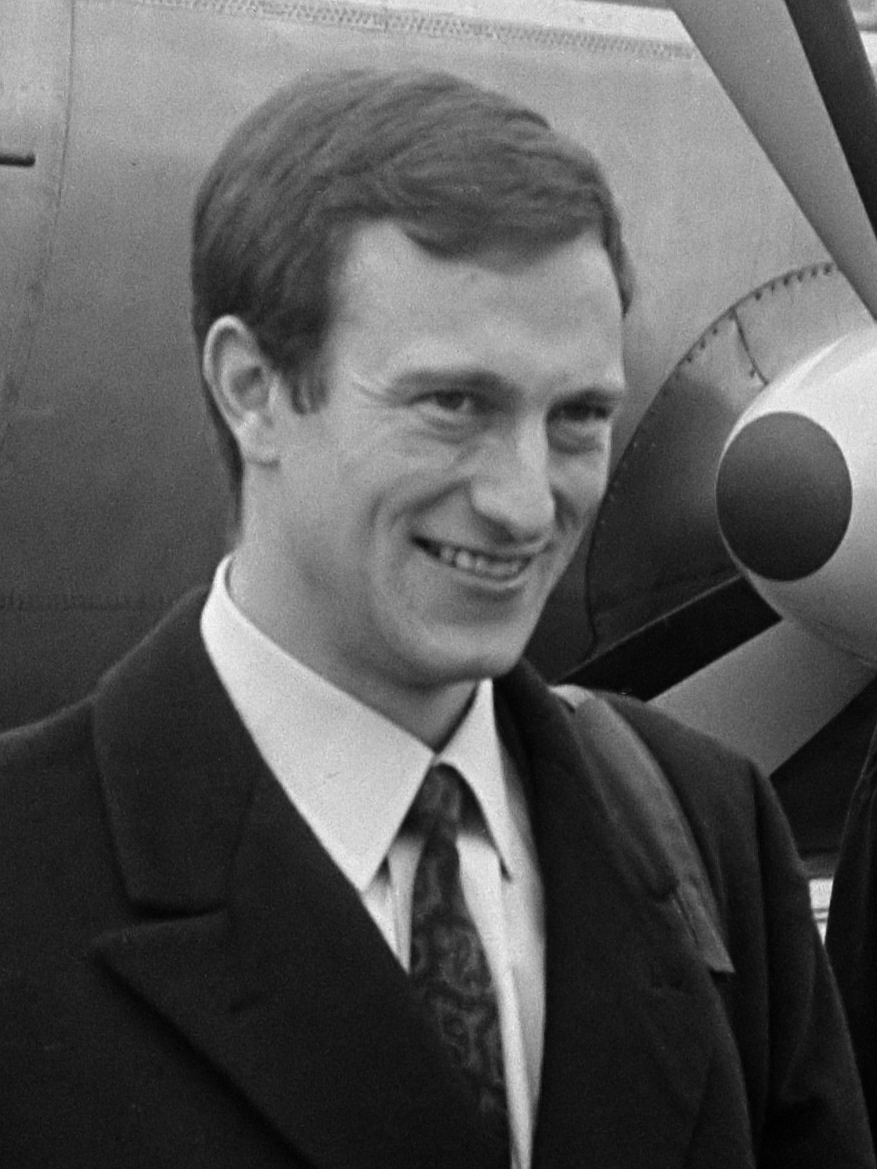

1967年，腓特烈·威廉與華爾綽·佛列達格（Waltraud Freydag）結婚，兩人於1975年離婚。隔年，腓特烈·威廉與艾倫加德·馮·雷登（Ehrengard von Reden）結婚，2002年離婚。

## 家族繼承權
1938年，腓特烈·威廉的祖父威廉皇儲和父親路易·斐迪南王子簽訂了協約：家族的成員若締結不平等婚姻，將喪失繼承權。因此當路易·斐迪南於1994年去世時，由腓特烈·威廉已逝弟弟小路易·斐迪南之子格奧爾格·腓特烈繼承家族頭銜與財產。